# 土江良吉
{{}}
土江 良吉（つちえ りょうきち、生年不明 - 1997年9月27日）は、日本の元陸上競技（短距離走・ハードル）選手。200メートルハードルの元日本記録保持者。

## 略歴
島根県出身。幼少時は病弱で、小学校3年生のとき一時危篤状態に陥るが奇跡的に回復。しかし、学校は休みがちで、イジメにも遭っていたという。中学校に入学後、陸上競技部に入部。3年生のとき、出雲陸上競技大会の100メートル競走で優勝。このときの感激が忘れられず陸上競技にのめりこむ。
島根県立出雲商業高等学校時代は、1年生から主力選手として活躍。今岡進の指導により素質が開花した。1964年、インターハイに出場。200メートルハードルで2年生ながら優勝を果たした。1965年、インターハイに出場。200メートルハードルで日本新記録を樹立し2連覇を飾った。100メートルでも準優勝。その余勢をかって日本選手権の200メートルに出場。史上初めての高校生優勝という快挙を成し遂げた。
高校卒業後は早稲田大学に進学。引退後、郷里で陸上競技教室を開き、後進の指導に手腕を発揮した。教え子に錦織育子らがいる。
2004年アテネオリンピックの400メートルリレー走で4位入賞を果たした土江寛裕は実子。